# Ectogonia echephurealis
Ectogonia echephurealis är en fjärilsart som beskrevs av John Henry Leech. Ectogonia echephurealis ingår i släktet Ectogonia och familjen nattflyn. Inga underarter finns listade i Catalogue of Life.